# Longueville-sur-Scie
Pour les articles homonymes, voir Longueville.
Longueville-sur-Scie est une commune française située dans le département de la Seine-Maritime en région Normandie.

## Géographie

### Localisation
| Dénestanville             |                      | La Chaussée |
|                           | Longueville-sur-Scie | Sainte-Foy  |
| Criquetot-sur-Longueville | Saint-Crespin        |             |

| - OpenStreetMap Limite communale. |

### Hydrographie
La commune est située dans le bassin Seine-Normandie. Elle est drainée par la Scie et un bras de la Scie,,.
La Scie, prend sa source à Source-Seine, en Côte-d'Or, sur le plateau de Langres, et se jette  dans la Manche à Hautot-sur-Mer, après avoir traversé 20 communes. 

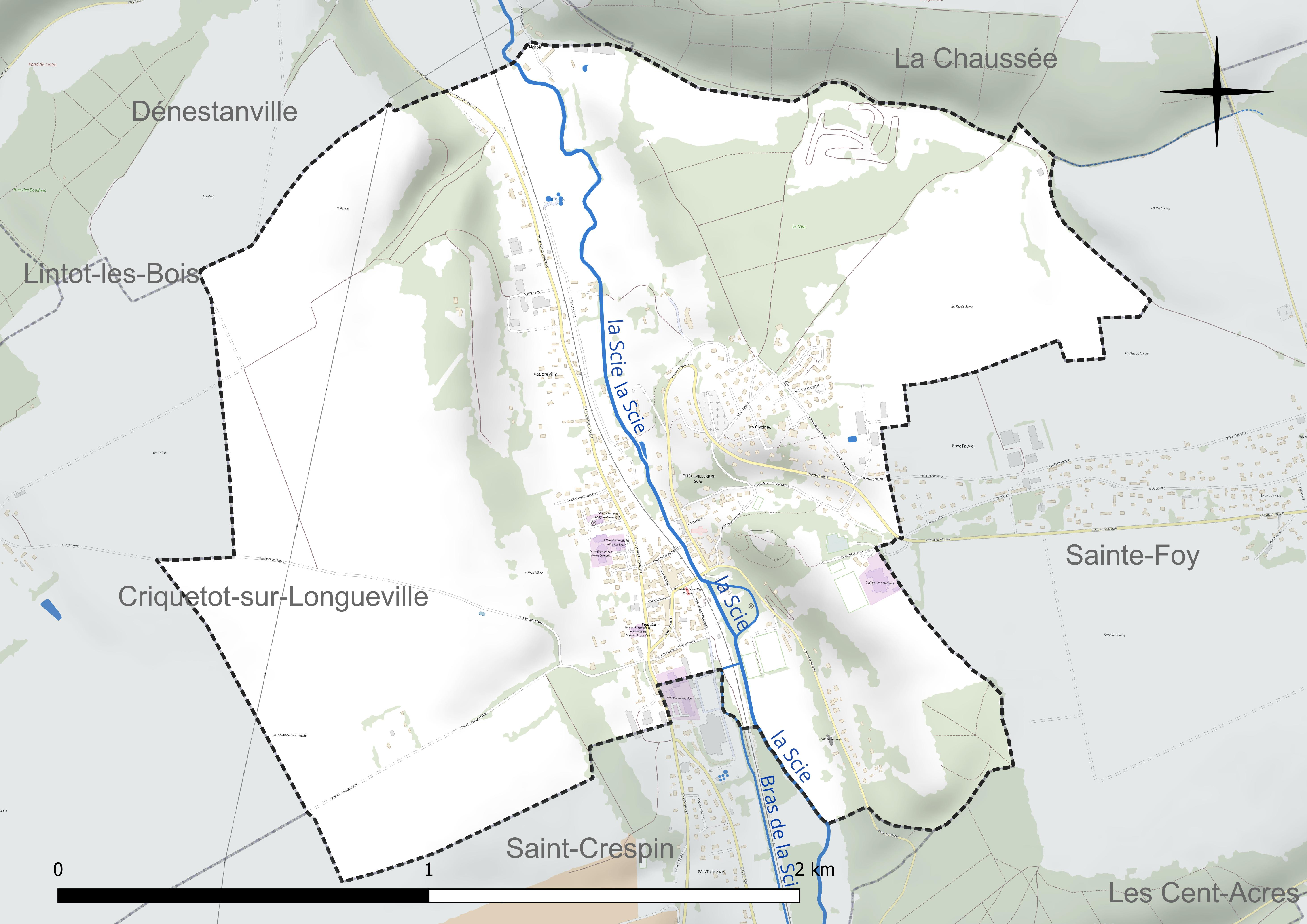
Réseau hydrographique de Longueville-sur-Scie.

### Climat
Pour des articles plus généraux, voir Climat de la Normandie et Climat de la Seine-Maritime.
En 2010, le climat de la commune est de type climat océanique franc, selon une étude du CNRS s'appuyant sur une série de données couvrant la période 1971-2000. En 2020, Météo-France publie une typologie des climats de la France métropolitaine dans laquelle la commune est exposée à un climat océanique et est dans la région climatique Côtes de la Manche orientale, caractérisée par un faible ensoleillement (1 550 h/an) ; forte humidité de l’air (plus de 20 h/jour avec humidité relative > 80 % en hiver), vents forts fréquents. Parallèlement le GIEC normand, un groupe régional d’experts sur le climat, différencie quant à lui, dans une étude de 2020, trois grands types de climats pour la région Normandie, nuancés à une échelle plus fine par les facteurs géographiques locaux. La commune est, selon ce zonage, exposée à un « climat maritime », correspondant au Pays de Caux, frais, humide et pluvieux, légèrement plus frais que dans le Cotentin.
Pour la période 1971-2000, la température annuelle moyenne est de 10,5 °C, avec une amplitude thermique annuelle de 13,2 °C. Le cumul annuel moyen de précipitations est de 933 mm, avec 13,7 jours de précipitations en janvier et 8,6 jours en juillet. Pour la période 1991-2020, la température moyenne annuelle observée sur la station météorologique la plus proche, située sur la commune de Dieppe à 15 km à vol d'oiseau, est de 11,3 °C et le cumul annuel moyen de précipitations est de 805,2 mm,. Pour l'avenir, les paramètres climatiques de la commune estimés pour 2050 selon différents scénarios d’émission de gaz à effet de serre sont consultables sur un site dédié publié par Météo-France en novembre 2022.

## Urbanisme

### Typologie
Au 1er janvier 2024, Longueville-sur-Scie est catégorisée bourg rural, selon la nouvelle grille communale de densité à sept niveaux définie par l'Insee en 2022.
Elle appartient à l'unité urbaine de Longueville-sur-Scie, une agglomération intra-départementale regroupant sept  communes, dont elle est ville-centre,,. Par ailleurs la commune fait partie de l'aire d'attraction de Dieppe, dont elle est une commune de la couronne,. Cette aire, qui regroupe 62 communes, est catégorisée dans les aires de 50 000 à moins de 200 000 habitants,.

### Occupation des sols
L'occupation des sols de la commune, telle qu'elle ressort de la base de données européenne d’occupation biophysique des sols Corine Land Cover (CLC), est marquée par l'importance des territoires agricoles (66 % en 2018), en diminution par rapport à 1990 (67,9 %). La répartition détaillée en 2018 est la suivante : 
terres arables (34 %), prairies (32 %), forêts (18,3 %), zones urbanisées (15,7 %). L'évolution de l’occupation des sols de la commune et de ses infrastructures peut être observée sur les différentes représentations cartographiques du territoire : la carte de Cassini (XVIIIe siècle), la carte d'état-major (1820-1866) et les cartes ou photos aériennes de l'IGN pour la période actuelle (1950 à aujourd'hui).

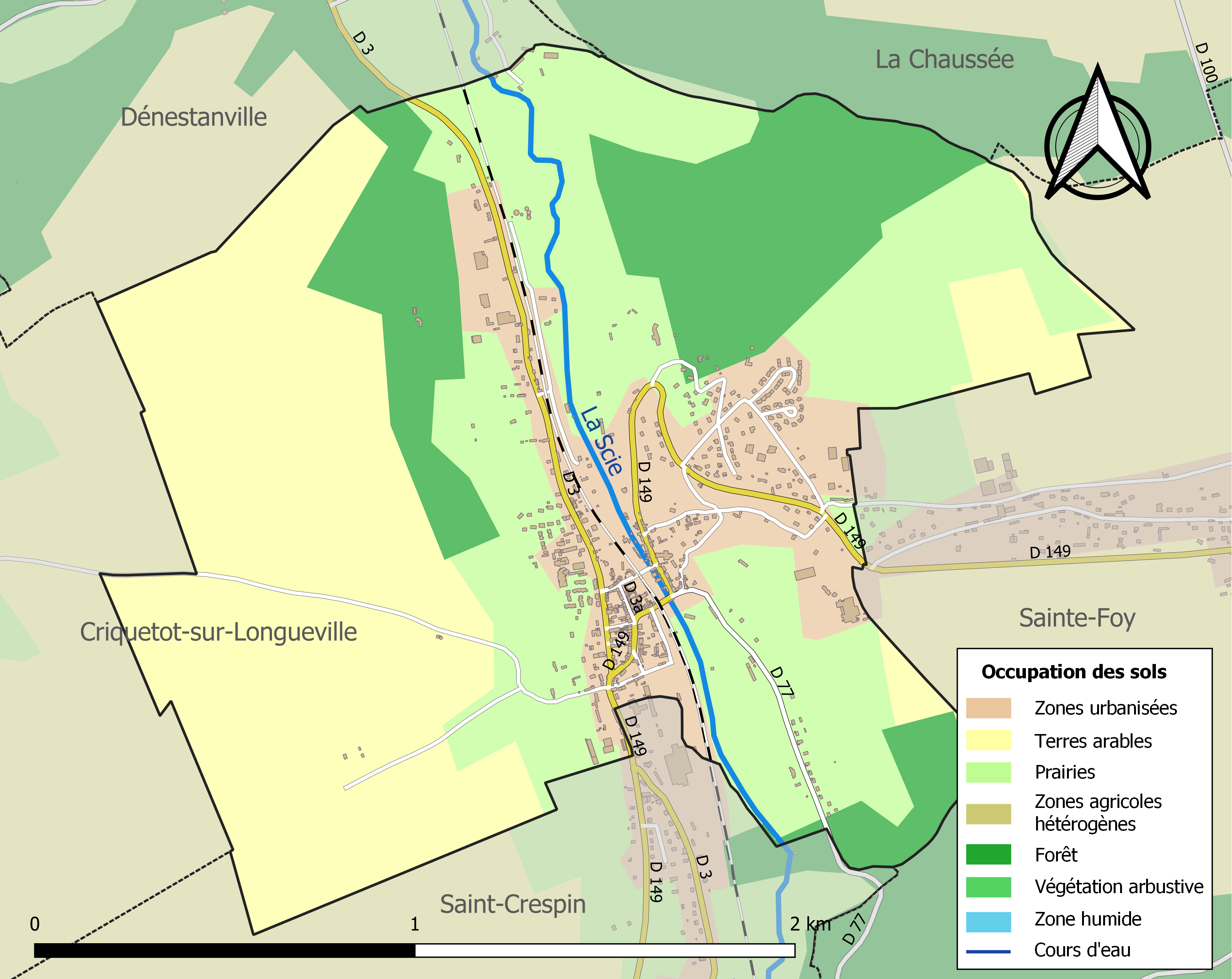
Carte des infrastructures et de l'occupation des sols de la commune en 2018 (CLC).

## Toponymie
Le nom de la localité est attesté sous la forme Longa villa vers 1130; Longueville la Giffard du Xe au XVe siècle, du nom d'une célèbre famille seigneuriale, les Giffard.
Longueville : « Village en longueur ».
La Scie est un fleuve côtier de Normandie qui se jette dans la Manche.

## Histoire
Au XIe siècle, Longueville devient un fief de la famille Giffard. Gautier II Giffard, seigneur de Longueville, est le fondateur et le protecteur du prieuré de Longueville-la-Giffard.
Le comté puis duché de Longueville tient son nom de la commune. Il fut donné à Jean bâtard d'Orléans, comte de Dunois, fondateur de la Maison d'Orléans-Longueville, mari de Marie d'Harcourt (héritière des vicomté de Melun, comté de Tancarville, seigneurie de Varenguebec, charges de chambellan et connétable de Normandie, seigneurie de Montreuil-Bellay, comté de Montgomery[Lequel ?], vicomté d'Abbeville, baronnie de Parthenay, principauté de Châtelaillon...). Dunois « bâtard d'Orléans » et Marie d'Harcourt sont les parents du comte François Ier, époux d'Agnès de Savoie, père de François II le premier duc et de Louis Ier le deuxième duc, qui suit. Le titre de comte de Dunois est attaché au duché.

## Politique et administration
| Période        | Période                       | Identité                  | Étiquette   | Qualité                                                                                     |
| -------------- | ----------------------------- | ------------------------- | ----------- | ------------------------------------------------------------------------------------------- |
| février 1830   | septembre 1830                | Vincent Feray             |             |                                                                                             |
| septembre 1830 | juin 1831                     | Amédée d’Imbleval         |             |                                                                                             |
| juillet 1831   | juillet 1852                  | Louis d’Imbleval          |             |                                                                                             |
| juillet 1852   | mars 1861                     | Pierre Legras             |             |                                                                                             |
| mars 1861      | septembre 1870                | Edouard Amédée d’Imbleval | Droite      | Conseiller général                                                                          |
| septembre 1870 | mai 1880                      | Louis Couppey             |             |                                                                                             |
| 1880           | 17 avril 1896                 | Louis Legras              | Républicain | Député, conseiller général                                                                  |
| 1896           | avril 1906                    | Henri Legras              |             |                                                                                             |
| avril 1906     | avril 1909                    | Armand Laurent            |             |                                                                                             |
| avril 1909     | novembre 1919                 | Jules Duvey               |             | Huissier                                                                                    |
| 1919           | décembre 1920                 | Honoré Delahaye           |             |                                                                                             |
| 1920           | juillet 1921                  | Robert Delafontaine       |             |                                                                                             |
| juillet 1921   | septembre 1921                | Jules Duvey               |             |                                                                                             |
| septembre 1921 | juin 1928                     | Paul Rolle                |             |                                                                                             |
| 1928           | avril 1942                    | Robert Delafontaine       |             |                                                                                             |
| mai 1942       | 1977                          | André Lebaudy             | Rad.        | Ingénieur IDN, directeur à la société Ch. Gervais Conseiller général                        |
| 1977           | 1983                          | Bernard Prieux            | PS          |                                                                                             |
| 1983           | 2001                          | René Delcourt             | UDF         | Conseiller général                                                                          |
| 2001           | 2014                          | Serge Boulanger           | PS          | Retraité de l'industrie automobile Conseiller général de Longueville-sur-Scie (2004 → 2015) |
| 2014           | En cours (au 31 juillet 2020) | Olivier Bureaux           | DVD         | Fonctionnaire Président de la CC Terroir de Caux (2020 → ) Réélu pour le mandat 2020-2026   |

## Démographie
L'évolution du nombre d'habitants est connue à travers les recensements de la population effectués dans la commune depuis 1793. Pour les communes de moins de 10 000 habitants, une enquête de recensement portant sur toute la population est réalisée tous les cinq ans, les populations de référence des années intermédiaires étant quant à elles estimées par interpolation ou extrapolation. Pour la commune, le premier recensement exhaustif entrant dans le cadre du nouveau dispositif a été réalisé en 2006.

En 2022, la commune comptait 908 habitants, en évolution de −7,82 % par rapport à 2016 (Seine-Maritime : +0,35 %, France hors Mayotte : +2,11 %).
| 1793 | 1800 | 1806 | 1821 | 1831 | 1836 | 1841 | 1846 | 1851 |
| ---- | ---- | ---- | ---- | ---- | ---- | ---- | ---- | ---- |
| 362  | 405  | 422  | 435  | 544  | 581  | 589  | 594  | 697  |

| 1856 | 1861 | 1866 | 1872 | 1876 | 1881 | 1886 | 1891 | 1896 |
| ---- | ---- | ---- | ---- | ---- | ---- | ---- | ---- | ---- |
| 685  | 742  | 687  | 720  | 708  | 697  | 702  | 696  | 689  |

| 1901 | 1906 | 1911 | 1921 | 1926 | 1931 | 1936 | 1946 | 1954 |
| ---- | ---- | ---- | ---- | ---- | ---- | ---- | ---- | ---- |
| 657  | 728  | 702  | 637  | 582  | 572  | 544  | 622  | 661  |

| 1962 | 1968 | 1975 | 1999 | 2006 | 2011 | 2016 | 2021 | 2022 |
| ---- | ---- | ---- | ---- | ---- | ---- | ---- | ---- | ---- |
| 725  | 801  | 764  | 936  | 923  | 982  | 985  | 936  | 908  |

## Culture locale et patrimoine

### Lieux et monuments

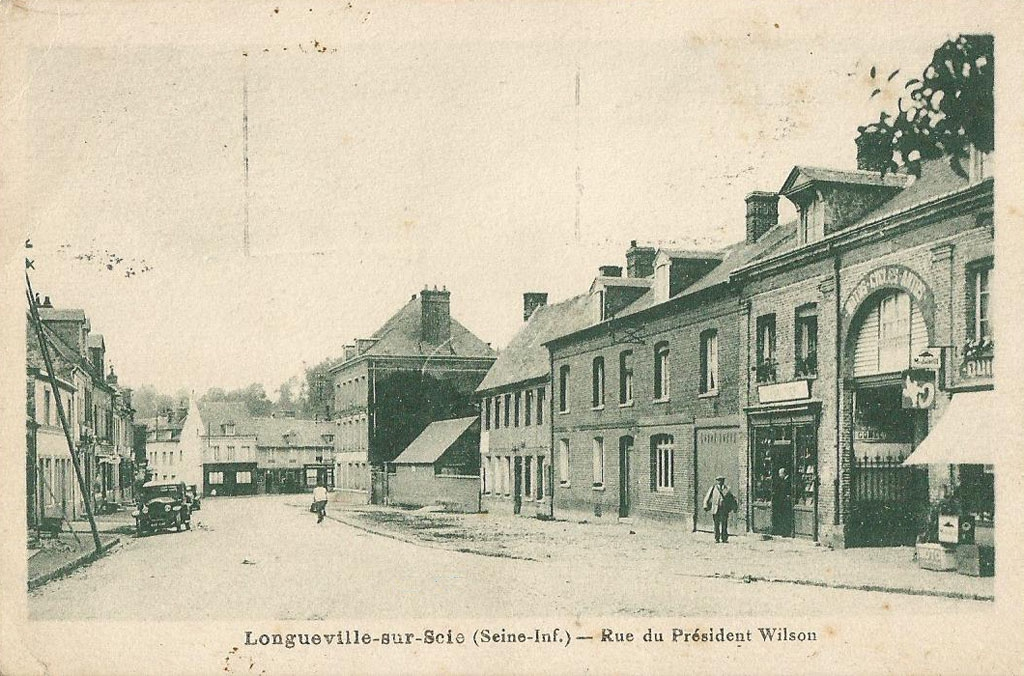
Carte postale du village vers 1930.

- Château féodal construit au XIe siècle par Gautier Giffard, seigneur de Longueville.
- Église Saint-Pierre.

### Personnalités liées à la commune
- Robert Pinchon (père de Robert Antoine Pinchon) : (Rouen 1846-1925). Journaliste, poète et écrivain français. Très grand ami de Guy de Maupassant avec qui il a coécrit une pièce de théâtre : Maison turque ou la feuille à l'Envers. Robert Pinchon a également écrit d'autres pièces de théâtre comme Un orage, L'Amour Chasseur... Le célèbre auteur de Boule de suif est venu rendre visite à son ami en 1878 qui habitait alors avec sa mère dans la commune de Longueville-sur-Scie.
- Charles Bovary : Dans son roman Madame Bovary, Gustave Flaubert fait passer le docteur Bovary  par le village de Longueville-sur-Scie afin de se rendre au chevet d'un de ses malades.
- Olivier Costa de Beauregard (1872-1958), ingénieur agronome, propriétaire du domaine de Sainte-Foy, conseiller général  de 1934 à 1940, membre fondateur de la Société normande d'études préhistoriques.

### Images

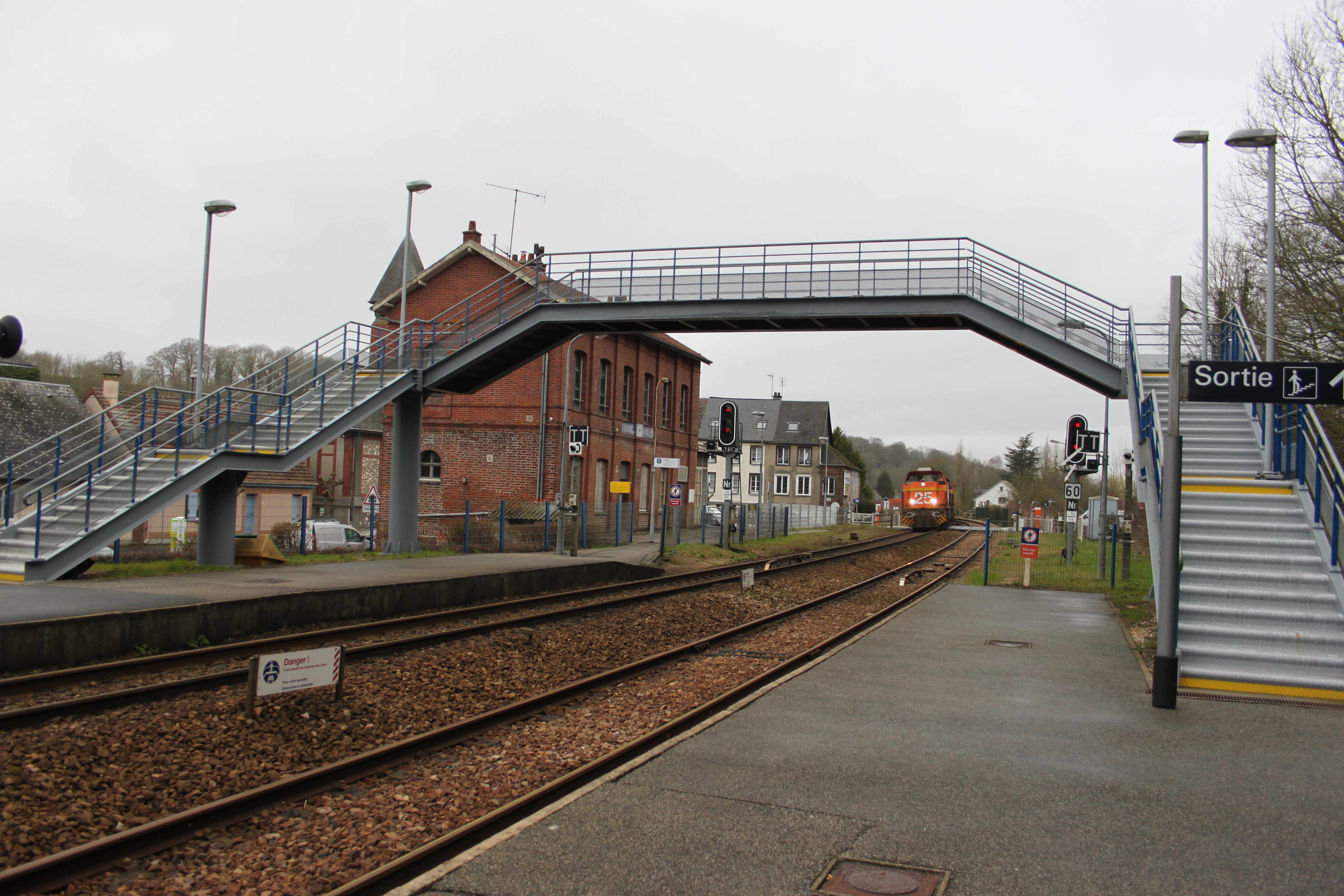
Gare de Longueville-sur-Scie.

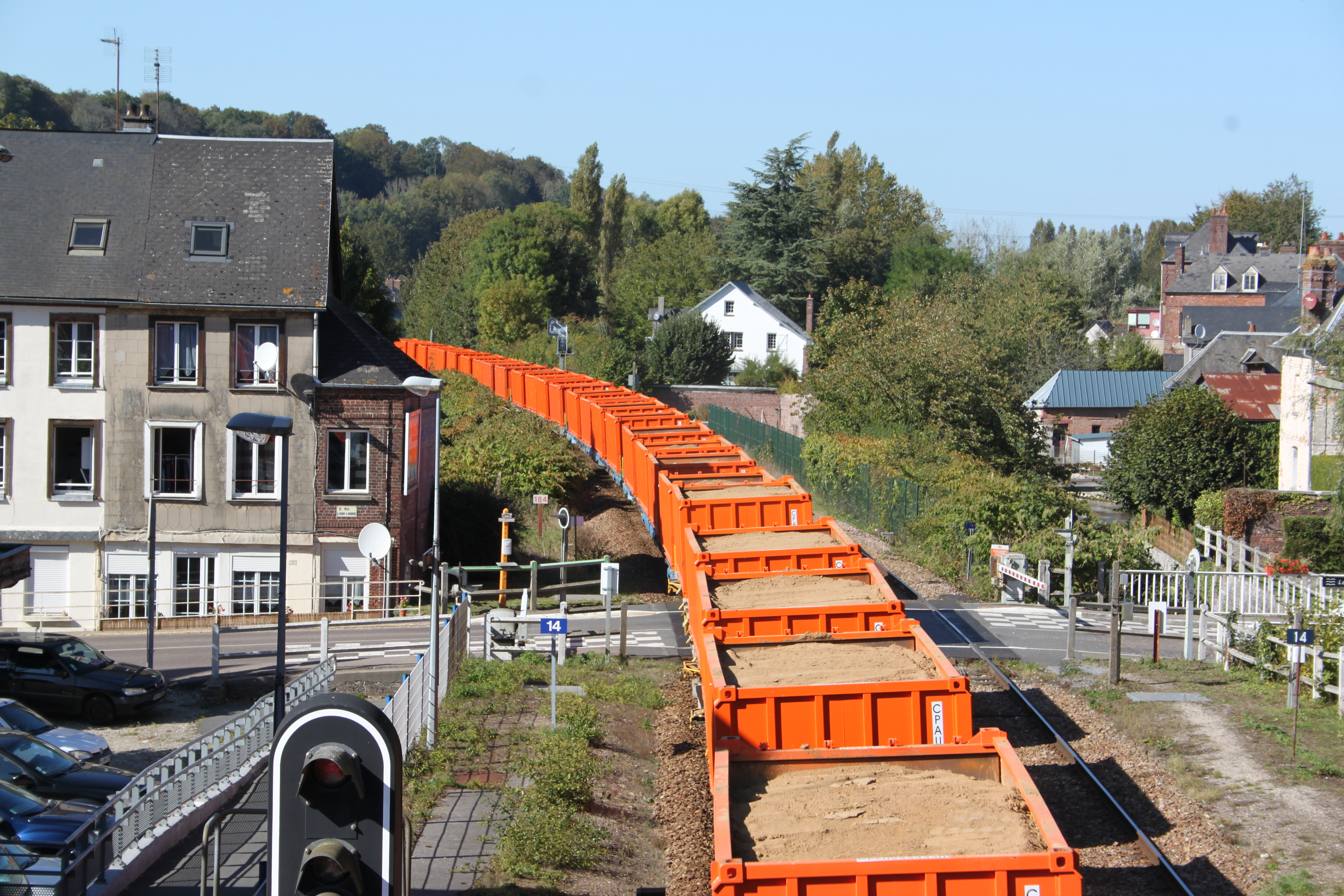
Passage d'un train de terre pour Rouen.

### Héraldique
| Armes de Longueville-sur-Scie | Les armes de la commune de Longueville-sur-Scie se blasonnent ainsi : de gueules au château de deux tours et un donjon d'argent maçonné hersé et ajouré de sable, le tout surmonté à senestre d'un faucon volant aussi de sable |